# Ерік Расмуссен
Ерік Расмуссен (англ. Erik Rasmussen, нар. 28 березня 1977, Сент-Луїс-Парк) — колишній американський хокеїст, що грав на позиції крайнього нападника. Грав за збірну команду США.
Провів понад 500 матчів у Національній хокейній лізі.

## Ігрова кар'єра
Хокейну кар'єру розпочав 1995 року.
1996 року був обраний на драфті НХЛ під 7-м загальним номером командою «Баффало Сейбрс».
Протягом професійної клубної ігрової кар'єри, що тривала 13 років, захищав кольори команд «Лос-Анджелес Кінгс», «Баффало Сейбрс», «Нью-Джерсі Девілс» та «Ессят».
Загалом провів 597 матчів у НХЛ, включаючи 52 гри плей-оф Кубка Стенлі.
Був гравцем молодіжної збірної США, у складі якої брав участь у 12 іграх. Виступав за національну збірну США, провів 7 ігор в її складі.

## Нагороди та досягнення
- Срібний призер молодіжного чемпіонату світу 1997.

## Статистика
| Сезон        | Клуб                      | Ліга         | Регулярний сезон | Регулярний сезон | Регулярний сезон | Регулярний сезон | Регулярний сезон | Плей-оф | Плей-оф | Плей-оф | Плей-оф | Плей-оф |
| Сезон        | Клуб                      | Ліга         | І                | Г                | П                | О                | ШХ               | І       | Г       | П       | О       | ШХ      |
| ------------ | ------------------------- | ------------ | ---------------- | ---------------- | ---------------- | ---------------- | ---------------- | ------- | ------- | ------- | ------- | ------- |
| 1995–96      | Міннесотський університет | СКХА         | 40               | 16               | 32               | 48               | 55               | —       | —       | —       | —       | —       |
| 1996–97      | Міннесотський університет | СКХА         | 34               | 15               | 12               | 27               | 123              | —       | —       | —       | —       | —       |
| 1997–98      | «Рочестер Американс»      | АХЛ          | 53               | 9                | 14               | 23               | 83               | 1       | 0       | 0       | 0       | 5       |
| 1997–98      | «Баффало Сейбрс»          | НХЛ          | 21               | 2                | 3                | 5                | 14               | —       | —       | —       | —       | —       |
| 1998–99      | «Рочестер Американс»      | АХЛ          | 37               | 12               | 14               | 26               | 47               | —       | —       | —       | —       | —       |
| 1998–99      | «Баффало Сейбрс»          | НХЛ          | 42               | 3                | 7                | 10               | 37               | 21      | 2       | 4       | 6       | 18      |
| 1999–00      | «Баффало Сейбрс»          | НХЛ          | 67               | 8                | 6                | 14               | 43               | 3       | 0       | 0       | 0       | 4       |
| 2000–01      | «Баффало Сейбрс»          | НХЛ          | 82               | 12               | 19               | 31               | 51               | 3       | 0       | 1       | 1       | 0       |
| 2001–02      | «Баффало Сейбрс»          | НХЛ          | 69               | 8                | 11               | 19               | 34               | —       | —       | —       | —       | —       |
| 2002–03      | «Лос-Анджелес Кінгс»      | НХЛ          | 57               | 4                | 12               | 16               | 28               | —       | —       | —       | —       | —       |
| 2003–04      | «Нью-Джерсі Девілс»       | НХЛ          | 69               | 7                | 6                | 13               | 41               | 5       | 0       | 2       | 2       | 2       |
| 2005–06      | «Нью-Джерсі Девілс»       | НХЛ          | 67               | 5                | 5                | 10               | 32               | 9       | 0       | 0       | 0       | 8       |
| 2006–07      | «Нью-Джерсі Девілс»       | НХЛ          | 71               | 3                | 7                | 10               | 25               | 11      | 0       | 0       | 0       | 14      |
| 2007–08      | «Лоуелл Девілс»           | АХЛ          | 26               | 2                | 3                | 5                | 14               | —       | —       | —       | —       | —       |
| 2008-09      | «Ессят»                   | СМ-ліга      | 31               | 1                | 8                | 9                | 60               | —       | —       | —       | —       | —       |
| Усього в НХЛ | Усього в НХЛ              | Усього в НХЛ | 545              | 52               | 76               | 128              | 305              | 52      | 2       | 7       | 9       | 46      |